# Epilobium nivium
Epilobium nivium là một loài thực vật có hoa trong họ Anh thảo chiều. Loài này được Brandegee mô tả khoa học đầu tiên năm 1892.